# Монколін
Монколін (пол. Mąkolin) — село в Польщі, у гміні Бодзанув Плоцького повіту Мазовецького воєводства.
Населення — 258 осіб (2011).
У 1975-1998 роках село належало до Плоцького воєводства.

## Демографія
Демографічна структура станом на 31 березня 2011 року:
|          | Загалом | Допрацездатний вік | Працездатний вік | Постпрацездатний вік |
| -------- | ------- | ------------------ | ---------------- | -------------------- |
| Чоловіки | 132     | 33                 | 89               | 10                   |
| Жінки    | 126     | 34                 | 69               | 23                   |
| Разом    | 258     | 67                 | 158              | 33                   |